# Flavone (groupe)

La flavone (2-phénylchromén-4-one), squelette de base des flavones

Les flavones (du latin flavus, jaune) sont une sous-famille des flavonoïdes dont la structure est basée sur la flavone (2-phényl-1-benzopyran-4-one ou 2-phénylchromén-4-one). Ce sont des colorants végétaux jaunes dont environ 300 composés naturels sont connus. Comme d'autres flavonoïdes (hypéroside, quercitrine), elles sont parfois présentes sous forme d'hétérosides solubles dans l'eau. On les trouve parfois comme co-pigment avec les anthocyanes.
Les flavones 3-hydroxylées (portant un groupe alcool sur le carbone 3) sont appelées flavonols et forment une autre sous-famille des flavonoïdes.

## Principales flavones

### Flavones naturelles
| Nom              | Structure | R5   | R6   | R7   | R8   | R3'  | R4'  | R5'        | CAS                                                                | Nom IUPAC             |
| ---------------- | --------- | ---- | ---- | ---- | ---- | ---- | ---- | ---------- | ------------------------------------------------------------------ | --------------------- |
| Flavone          |           | H    | H    | H    | H    | H    | H    | H          | 525-82-6                                                           | 2-phénylchromèn-4-one |
| Apigénine        | OH        | H    | OH   | H    | H    | OH   | H    | 520-36-5   | 5,7-dihydroxy-2-(4-hydroxyphényl)chromèn-4-one                     |                       |
| Acacétine        | OH        | H    | OH   | H    | H    | OCH3 | H    | 480-44-4   | 5,7-dihydroxy-2-(4-méthoxyphényl)chromèn-4-one                     |                       |
| Baicaléine       | OH        | OH   | OH   | H    | H    | H    | H    | 491-67-8   | 5,6,7-trihydroxy-2-phénylchromèn-4-one                             |                       |
| Chrysine         | OH        | H    | OH   | H    | H    | H    | H    | 480-40-0   | 5,7-dihydroxy-2-phénylchromèn-4-one                                |                       |
| Chrysoériol      | OH        | H    | OH   | H    | OCH3 | OH   | H    | 491-71-4   | 5,7-dihydroxy-2-(4-hydroxy-3-méthoxy-phényl)chromèn-4-one          |                       |
| Diosmétine       | OH        | H    | OH   | H    | OH   | OCH3 | H    | 520-34-3   | 5,7-dihydroxy-2-(3-hydroxy-4-methoxyphenyl)chromèn-4-one           |                       |
| Eupatiline       | OH        | OCH3 | OH   | H    | OCH3 | OCH3 | H    | 22368-21-4 | 5,7-dihydroxy-2-(3,4-diméthoxyphényl)chromèn-4-one                 |                       |
| Eupatorine       | OH        | OCH3 | OCH3 | H    | OH   | OCH3 | H    | 855-96-9   | 5,7-dihydroxy-6-méthoxy-2-(3-hydroxy-4-methoxyphenyl)chromèn-4-one |                       |
| Genkwanine       | OH        | H    | OCH3 | H    | H    | OH   | H    | 437-64-9   | 5-hydroxy-7-méthoxy-2-(4-hydroxy-phényl)chromèn-4-one              |                       |
| 6-hydroxyflavone | H         | OH   | OH   | H    | H    | H    | H    | 6665-83-4  | 6-hydroxy-2-phénylchromèn-4-one                                    |                       |
| Lutéoline        | OH        | H    | OH   | H    | OH   | OH   | H    | 491-70-3   | 5,7-dihydroxy-2-(3,4-dihydroxyphényl)chromèn-4-one                 |                       |
| Népétine         | OH        | OCH3 | OH   | H    | OH   | OH   | H    | 491-70-3   | 5,7-dihydroxy-6-méthoxy-2-(3,4-dihydroxyphényl)chromén-4-one       |                       |
| Nobilétine       | OCH3      | OCH3 | OCH3 | OCH3 | OCH3 | OCH3 | H    | 520-11-6   | 5,6,7,8-téraméthoxy-2-(3,4-méthoxyphényl)chromèn-4-one             |                       |
| Oroxyline A      | OH        | OCH3 | OH   | H    | H    | H    | H    | 480-11-5   | 5,7-dihydroxy-6-méhtoxy-2-phénylchromèn-4-one                      |                       |
| Scutellaréine    | OH        | OH   | OH   | H    | H    | OH   | H    | 529-53-3   | 5,6,7-trihydroxy-2-(4-hydroxyphényl)chromèn-4-one                  |                       |
| Sinensétine      | OCH3      | OCH3 | OCH3 | H    | OCH3 | OCH3 | H    | 2306-27-6  | 5,6,7-triméthoxy-2-(3,4-diméthoxyphényl)chromèn-4-one              |                       |
| Tangéritine      | OCH3      | OCH3 | OCH3 | OCH3 | H    | OCH3 | H    | 481-53-8   | 5,6,7,8-tétraméthoxy-2-(4-méthoxyphényl)chromèn-4-one              |                       |
| Techtochrysine   | OH        | H    | OCH3 | H    | H    | H    | H    | 520-28-5   | 5-hydroxy-7-méthoxy-2-phénylchromèn-4-one                          |                       |
| Tricine          | OH        | H    | OH   | H    | OCH3 | OH   | OCH3 | 520-32-1   | 5,7-dihydroxy-2-(4-hydroxy-3,5-diméthoxyphényl)chromèn-4-one       |                       |
| Wogonine         | OH        | H    | OH   | OCH3 | H    | H    | H    | 632-85-9   | 5,7-dihydroxy-8-méhtoxy-2-phénylchromèn-4-one                      |                       |

### Flavones synthétiques
De nombreuses flavones ont été synthétisées et servent par exemple de médicament. On peut notamment citer le flavoxate, la diosmine (hétéroside) ou encore l'hidrosmine.

### Hétérosides de flavones
| Hétéroside       | Aglycone      | R6      | R7                 | R8      | CAS        |
| ---------------- | ------------- | ------- | ------------------ | ------- | ---------- |
| Apiine           | Apigénine     |         | apioglucose        |         | 26544-34-3 |
| Apigétrine       | Apigénine     |         | glucose            |         | 520-36-5   |
| Baicaline        | Baicaléine    |         | acide glucuronique |         | 21967-41-9 |
| Cynaroside       | Lutéoline     |         | glucose            |         | 5373-11-5  |
| Diosmine         | Diosmétine    |         | rutinose           |         | 520-27-4   |
| Népitrine        | Népétine      |         | glucose            |         | 569-90-4   |
| Orientine        | Lutéoline     |         |                    | glucose | 28608-75-5 |
| Isoorientine     | Lutéoline     | glucose |                    |         | 4261-42-1  |
| Oroxindine       | Wogonine      |         | acide glucuronique |         | 51059-44-0 |
| Rhoifoline       | Apigénine     |         | néohespéridose     |         | 17306-46-6 |
| Scutellarine     | Scutellaréine |         | acide glucuronique |         | 27740-01-8 |
| Tétuine          | Baicaléine    | glucose |                    |         | 28279-72-3 |
| Véronicastroside | Lutéoline     |         | rutinose           |         | 25694-72-8 |
| Vitexine         | Apigénine     |         |                    | glucose | 3681-93-4  |
| Isovitexine      | Apigénine     | glucose |                    |         | 38953-85-4 |

## Synthèse de flavones
En chimie organique, il existe différentes méthodes permettant de synthétiser les flavones : 
- la réaction d'Allan-Robinson
- la synthèse d'Auwers
- le réarrangement de Baker-Venkataraman
- la réaction d'Algar-Flynn-Oyamada

Une autre méthode passe par la cyclisation déshydratante de certaines 1,3-diaryl dicétones
Cette méthode particulière utilise un solvant qui est un liquide ionique et une irradiation par micro-ondes.

## Réarrangement de Wessely-Moser
Le réarrangement de Wessely-Moser (1930)  a été un outil important dans la découverte de la structure des flavonoïdes. Il permet la conversion de 5,7,8-triméthoxyflavones en 5,6,7-trihydroxyflavones par hydrolyse des groupes methoxy en groupe hydroxy (phénols). 
Ce réarrangement ouvre aussi des perspectives pour certaines synthèses. Par exemple:
Le réarrangement se produit à différentes étapes: A ouverture du cycle pour donner la dicétone, B rotation  de la liaison avec formation d'un composé de type acétylacétone, et   C hydrolyse des deux groupes méthoxy et fermeture du cyle.

## Consommation et effets supposés
Les flavones sont particulièrement présentes dans les céréales et les herbes. Dans le monde occidental, la consommation en flavones est estimée entre 20 et 50 mg par jour. Ces dernières années, l'intérêt du monde scientifique et du grand public pour les flavones s'est accru du fait de leurs supposés effets bénéfiques contre l'athérosclérose, l'ostéoporose, le diabète et certains cancers. Les études actuelles sur la prise de flavones et d'autres extraits de plantes en compléments alimentaires se multiplient.

### Polyméthoxyflavones
Les polyméthoxyflavones (PMF), flavones méthoxylées, et leurs dérivés sont des pigments bioactifs alimentaires présents dans les agrumes (Flavonoïdes d'agrumes), en particuliers les mandarines primitives et les mandarines sauvages. Mesuré sur le agrumes de Jeju le niveau de flavonoïdes est plus élevé dans le flavedo des fruits verts. 
Trois gènes homologues, CreOMT3 , CreOMT4 et CreOMT5  sont impliqués dans leur biosynthèse. CreOMT4 subit une délétion chez la plupart des mandarines cultivées modernes, ce qui en réduit la teneur en PMF par rapport à celle des mandarines sauvages et précoces (comme celles des îles Ryūkyū. voir C. depressa). La protéine recombinante de CitOMT a une activité de méthylation des flavones in vitro, elle intervient pour la biosynthèse de la nobilétine (une des polyméthoxyflavones) qui s'accumule dans les premiers stades de croissance des mandarines (juillet) et décline de 50% jusqu'à la maturité.
Les études précliniques sur modèle animal (anti-cancer, anti-inflammation, anti-athérosclérose, syndrome métabolique) n'ont pas encore permis (2024) de déterminer les dosages ni la pharmacocinétique chez l'humain. La tangérétine, la nobilétine, la 5′-déméthylnobilétine, la tétraméthyl-o-scutellaréine, la pentaméthoxyflavone, la tétraméthyl-o-isoscutellaréine et la sinensetine font l'objet d'études cliniques et précliniques (2023) visant à améliorer leur biodisponibilité (très faible perméabilité à l'eau et solubilité) en vue d'exploiter leurs effets pharmacologiques démontrés. 

## Interactions médicamenteuses
Les flavones ont un effet sur l'activité des CYP (p450),, enzymes métabolisant la plupart des médicaments dans le corps.